# Фиджи на летних Олимпийских играх 2008
Олимпийская сборная Фиджи приняла участие в летних Олимпийских играх 2008 года в двенадцатый раз в своей истории, отправив в Пекин шестерых спортсменов (в том числе - двух женщин), соревновавшихся в пяти видах спорта — лёгкой атлетике, дзюдо, стрельбе, тяжёлой атлетике и плавании. По итогам игр спортсмены из Фиджи не завоевали ни одной олимпийской медали.

## Дзюдо
Спортсменов — 1
Женщины
| Спортсмен          | Категория            | 1/16                    | 1/8       | 1/4       | 1/2       | Доп. 1-й раунд             | Доп. 1/4              | Доп. 1/2              | Финал/ За 3-е место   |
| Спортсмен          | Категория            | Результат               | Результат | Результат | Результат | Результат                  | Результат             | Результат             | Результат             |
| ------------------ | -------------------- | ----------------------- | --------- | --------- | --------- | -------------------------- | --------------------- | --------------------- | --------------------- |
| Сисилия Расокисоки | До 70 кг 0000/1000 П | Эдит Босх Пор 0000-1000 | Не прошла | Не прошла | Не прошла | Рашида Урдан Пор 0000-1001 | Закончила выступление | Закончила выступление | Закончила выступление |

## Лёгкая атлетика
Спортсменов - 2
Мужчины
| Спортсмен      | Вид   | Забег     | Забег | Полуфинал | Полуфинал | Финал     | Финал     |
| Спортсмен      | Вид   | Результат | Место | Результат | Место     | Результат | Место     |
| -------------- | ----- | --------- | ----- | --------- | --------- | --------- | --------- |
| Нико Веракаута | 400 м | 46,32     | 40    | Не прошёл | Не прошёл | Не прошёл | Не прошёл |

Женщины
| Макелеси Буликиобо | 400 м | 52,24 | 24 | Не прошла | Не прошла | Не прошла | Не прошла | Не прошла | Не прошла |

## Плавание
Спортсменов - 1
Мужчины
| Спортсмен    | Вид                 | Заплыв | Заплыв | Полуфинал | Полуфинал | Финал     | Финал     |
| Спортсмен    | Вид                 | Время  | Место  | Время     | Место     | Время     | Место     |
| ------------ | ------------------- | ------ | ------ | --------- | --------- | --------- | --------- |
| Карл Проберт | 100 м вольный стиль | 52,37  | 58     | Не прошёл | Не прошёл | Не прошёл | Не прошёл |

## Стрельба
Спортсменов - 1
Мужчины
| Спортсмен   | Вид  | Квалификация | Квалификация | Финал     | Финал     | Место |
| Спортсмен   | Вид  | Очки         | Место        | Очки      | Итого     | Место |
| ----------- | ---- | ------------ | ------------ | --------- | --------- | ----- |
| Гленн Кэйбл | Трап | 115          | 13           | Не прошёл | Не прошёл | 13    |

## Тяжёлая атлетика
Спортсменов - 1
Мужчины
| Спортсмен     | Категория | Масса | Рывок | Рывок | Рывок | Рывок | Толчок | Толчок | Толчок | Толчок | Сумма | Место |
| Спортсмен     | Категория | Масса | 1     | 2     | 3     | Место | 1      | 2      | 3      | Место  | Сумма | Место |
| ------------- | --------- | ----- | ----- | ----- | ----- | ----- | ------ | ------ | ------ | ------ | ----- | ----- |
| Джозефа Вуэти | До 77 кг  | 76,15 | 115   | 120   | 124   | 26    | 155    | 162    | 162    | 23     | 279   | 23    |